# Boele

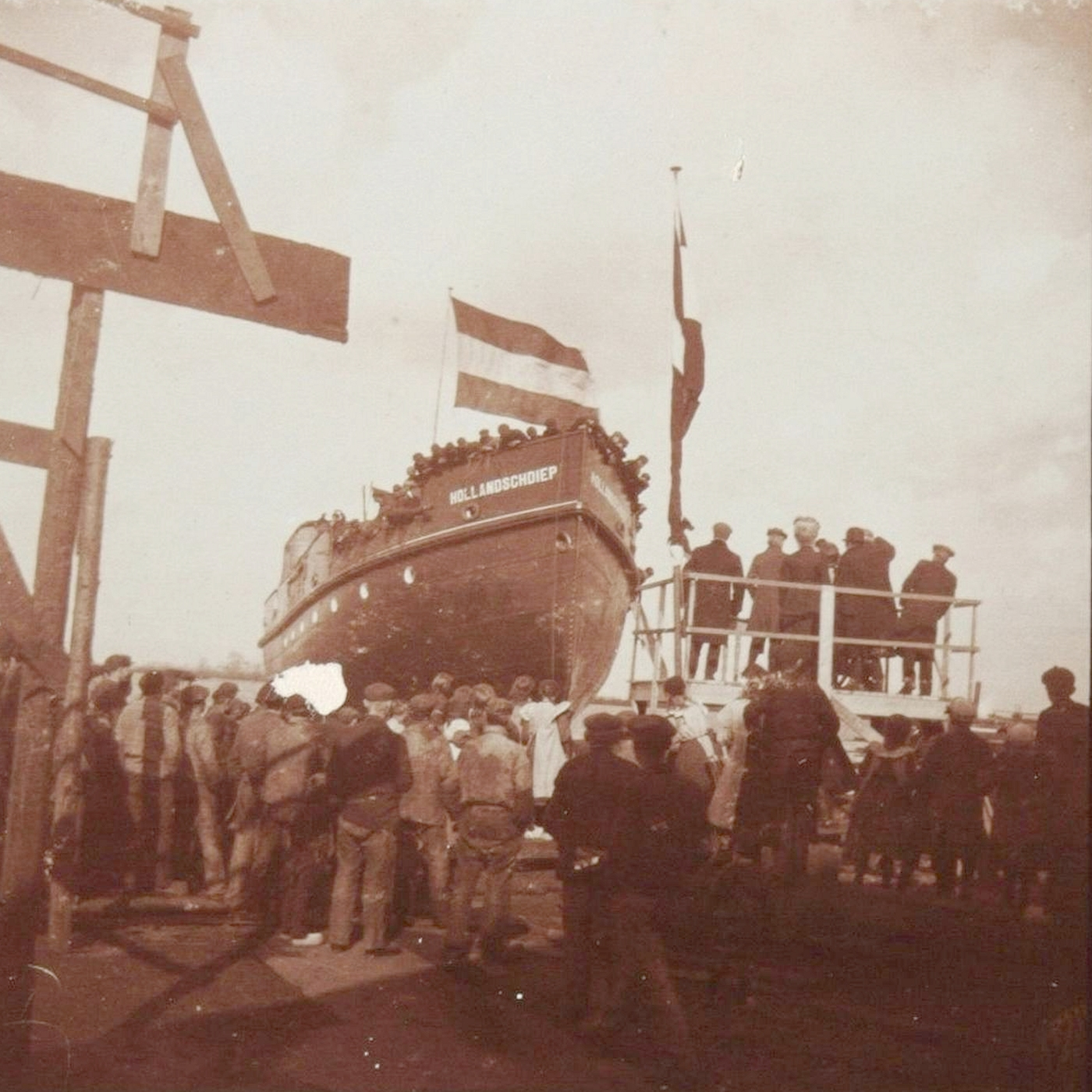
Stoomboot loopt van stapel bij scheepswerf Boele te Bolnes 30-03-1912

Boele is een Nederlandse scheepswerf en machinefabriek, gevestigd te Slikkerveer en Bolnes, die met voorlopers van 1854 tot 1987 bestond.

## Beginperiode
Midden 19e eeuw richtten de broers P.(ieter) en C.(ornelis) Boele te Slikkerveer een scheepswerf op, waar aanvankelijk houten maar later ook ijzeren vaartuigen werden gebouwd. In 1871 volgde een scheiding tussen de wed. Corn. Boele en P. Boele, die uittrad om voor zichzelf te beginnen. Na de dood van P. Boele, in 1887, zetten zijn zoons M.P. en P.C. de zaak voort onder de naam P. Boele Pz. De werf werd naar Bolnes verplaatst, waar men ook een reparatiehelling begon. Vervolgens trad de al langer bestaande scheepswerf van de gebroeders Pot, onder directie van Arie Nijs den Ouden (een zwager van de beide heren Boele), tot de oude firma Boele toe. Die werd in 1896 omgezet in een nv: Boele en Pot. Deze onderneming omvatte naast een scheepswerf met dwarshelling ook een machinefabriek voor reparaties aan stoominstallaties en de vervaardiging van hand- en stoomlieren. In 1905 trad de firma Pot terug uit de gecombineerde onderneming, die de broers M.P en P.C. Boele voortzetten en die met name op het gebied van de machinefabricage werd uitgebreid: in 1908 werd een nieuwe machinefabriek in gebruik genomen en in 1910 een ketelmakerij. 
Uiteindelijk werden beide Boele-bedrijven in 1915 weer samengebracht in de nv Boele's scheepswerven en machinefabriek Bolnes-Slikkerveer, onder directie van M.P., P.C. en J.P. Boele.

## Groei met stuipen
In 1919 trof een grote brand het bedrijf, wat mede leidde tot het besluit de houten hellingen te vervangen door betonnen. Het jaar daarop kwam er ook een nieuwe machinefabriek en ketelmakerij tot stand. De jaren twintig waren redelijk voorspoedig, in 1929 werd zelfs de oude werf te Slikkerveer weer in gebruik genomen. Er werkten toen te Bolnes 550 arbeiders, in Slikkerveer 230. De crisis maakte daar een abrupt, maar tijdelijk einde aan. In de loop van de jaren dertig kwamen er weer nieuwbouworders binnen. De bezettingsperiode kwam het bedrijf niet ongeschonden door: in september 1944 vernietigde de Duitse bezetter de gebouwen en de inventaris werd geplunderd. Maar de naoorlogse periode betekende een nieuwe opbloei: in 1954 telde Boele 1100 man personeel.

## Dochterbedrijven
Rond 1970 beleefde Boele een toptijd en werden er werf- en reparatiefaciliteiten in de omgeving overgenomen. Als eerste betrof dit in 1969 de firma D. van de Wetering te Rotterdam. In 1974 volgde de overname van De Jong BV te Schiedam. Tot slot werd het kleine scheepsreparatiebedrijf Ketting en Muijlwijk te Rotterdam overgenomen. De laatste twee aanwinsten bleken geen succes. Het personeel en de activiteiten werden na verloop van tijd overgebracht naar Van de Wetering.

## Ondergang
Boele bleef een familiebedrijf, waar in de jaren zeventig de vierde generatie Boele (in de personen van Joh. en G.J.) aan het roer stond. In 1978 trad een eerste 'buitenstaander' toe, ir. O.J. van der Vorm. Er werkten toen circa 1400 personen. Rond 1980 lag het zwaartepunt op reparaties en verbouwingen (die ook gedeeltelijke nieuwbouw omvatten), terwijl nieuwbouw en staalconstructies zo'n 20% van de werkzaamheden omvatten. De grillige reparatiemarkt was een van de redenen dat het bedrijf in zwaar weer kwam. In 1987 volgde het faillissement.

## Afbeeldingen

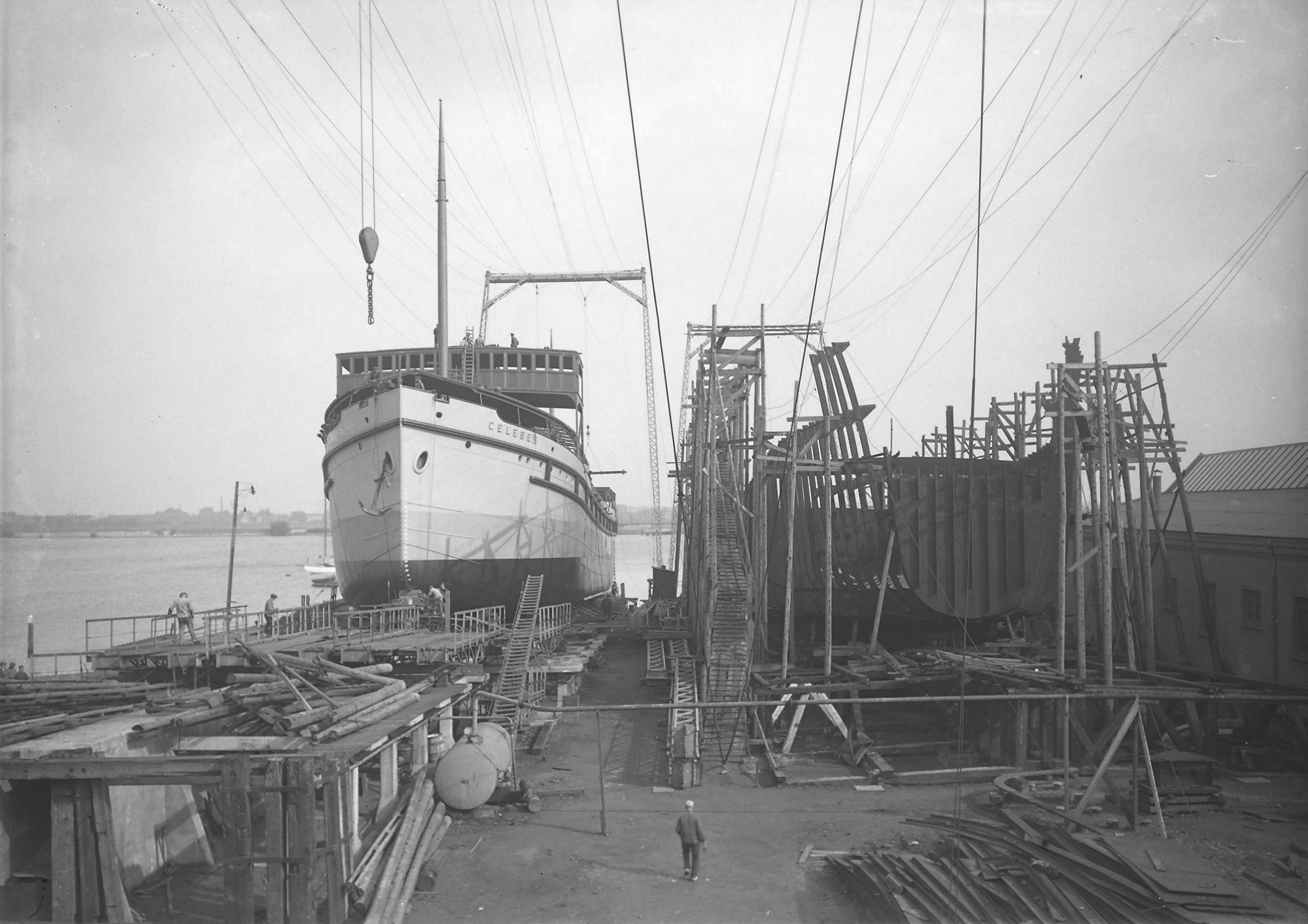
Tewaterlating van de Celebes in 1922
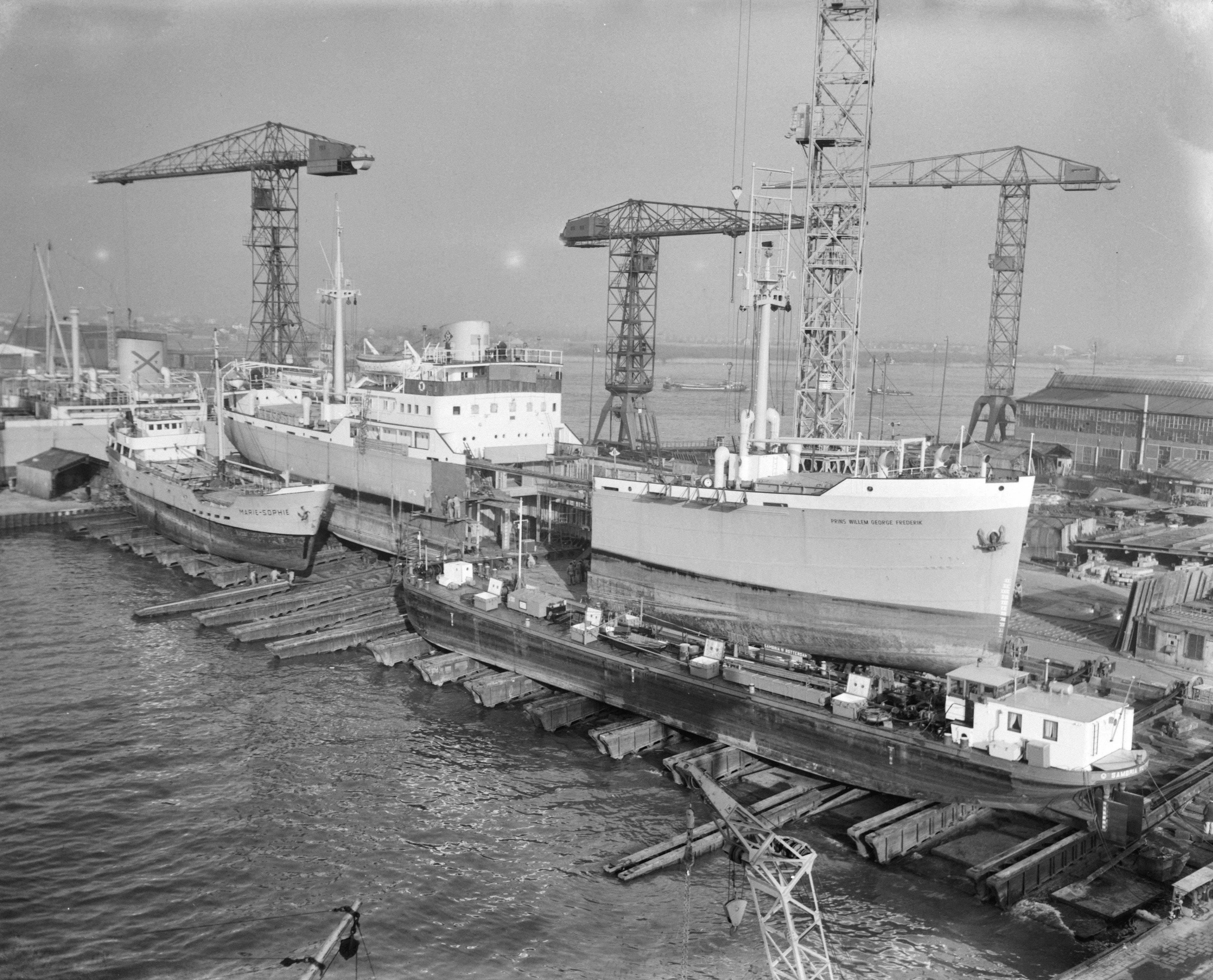
Schepen worden verlengd bij Boele te Bolnes
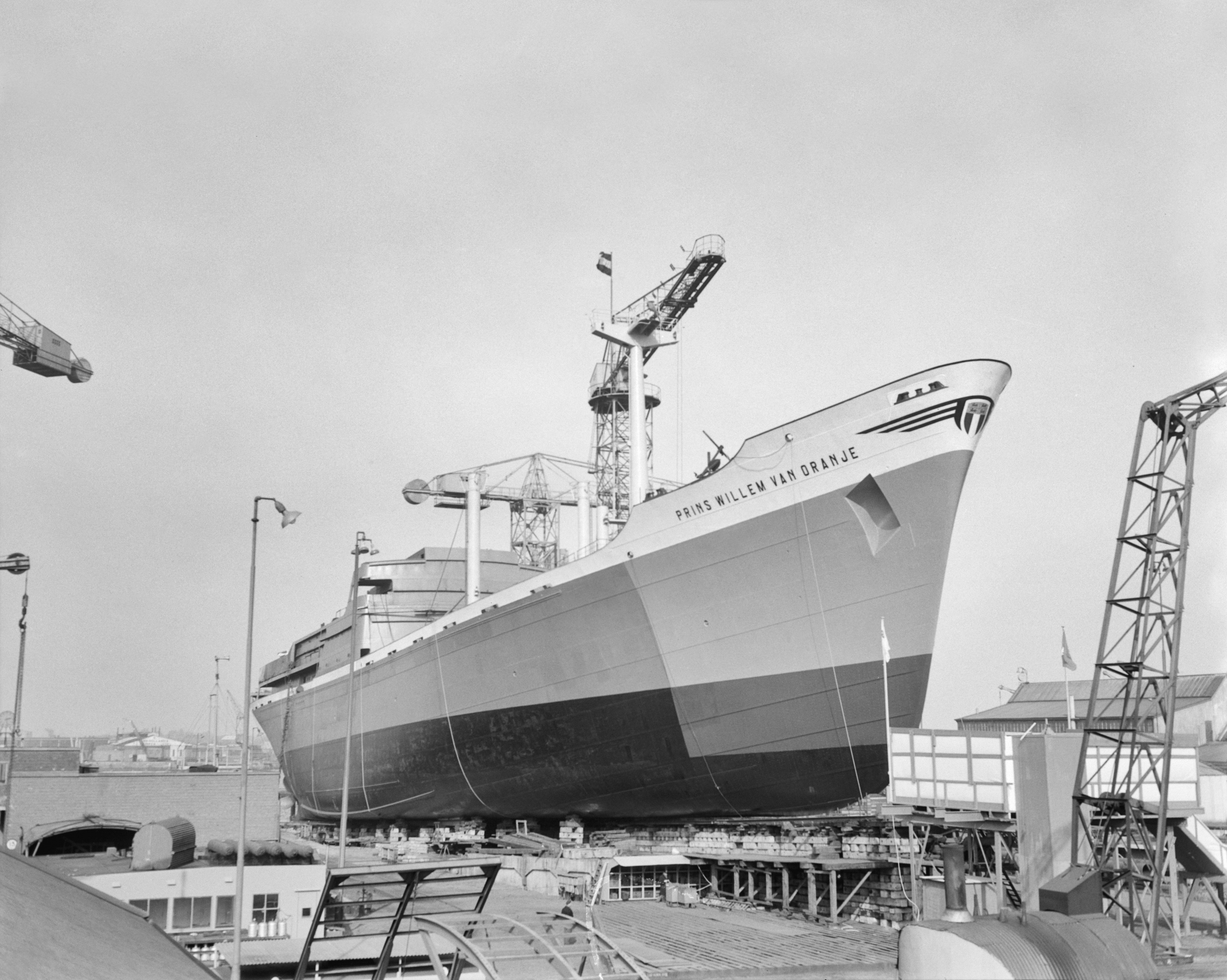
Tewaterlating Prins Willem Van Oranje op 14 maart 1953

## Externe bron
- G. Guijs en P. Ladage, Boele's scheepswerven (Rotterdam 1989)
- Joost van Beek, Boele Bolnes (Ridderkerk 1996) ISBN 9789080308312